# Phil Brown (acteur)
Phil Brown (Cambridge, (Massachusetts), 30 april 1916 – 9 februari 2006) was een Amerikaans acteur bekend als Owen Lars, de oom van Luke Skywalker uit de eerste Star Wars-film. 
Brown speelde op het toneel voor onder andere de Group Theatre in New York. Later ging hij naar Hollywood en debuteerde in 1941 in de oorlogsfilm I Wanted Wings.
Hij speelde in de film noir film The Killers in 1946.
Phil Brown overleed aan de gevolgen van longontsteking op 9 februari 2006.
- Biblioteca Nacional de España: XX5003567
- Gemeinsame Normdatei: 139391215
- International Standard Name Identifier: 0000 0000 8150 565X
- Library of Congress Control Number: no93035635
- Système universitaire de documentation: 114277249
- Virtual International Authority File: 70963956
- WorldCat: E39PBJmpcxtDtBW7DmBtG9wpyd